# Алексеенко, Иван Пименович
Иван Пименович Алексеенко (26 августа [7 сентября] 1899, Каменка, Черниговская губерния — 6 апреля 1966, Ленинград) — советский ортопед-травматолог, кандидат медицинских наук; ректор Киевского медицинского института (1959—1966).

## Биография
Родился 26 августа (7 сентября) 1899 года в селе Каменка (ныне Середино-Будский район, Сумская область). В 1926 году окончил Киевский медицинский институт. Был учеником О. Г. Елецкого и М. И. Ситенко.
Работал в медицинских учреждениях Донбасса, где занимался проблемами общей хирургии, травматологии, ортопедии, уделяя значительное внимание повреждениям и болезням опорно-двигательного аппарата. С 1932 года работал в Харьковском, а затем в Киевском научно-исследовательском институте ортопедии и травматологии, в 1939 году защитил кандидатскую диссертацию на тему: «Роль механических факторов при лечении переломов шейки бедренной кости». В 1940 году был назначен заместителем наркома здравоохранения Украины. В годы Великой Отечественной войны был уполномоченным Военного Совета Юго-Западного фронта по управлению госпиталями.
Награждён орденами Ленина, Красной Звезды, «Знак Почёта», а также медалями: «Партизану Отечественной войны», «За Победу над Германией» и другими.
С 1948 по 1966 год (с перерывами) работал директором Киевского научно-исследовательского института ортопедии и травматологии. В 1953—1959 годах был ректором Киевского медицинского института. В 1959—1966 годах — главный ортопед-травматолог Министерства здравоохранения УССР.
Умер 6 апреля 1966 года. Похоронен в Киеве на Байковом кладбище поверх могилы выдающегося гистолога Петра Перемежко.
В Киеве, на здании Института травматологии и ортопедии АМН Украины (ул. Бульварно-Кудрявская, 27), которым он руководил в 1948—1950-х и 1958—1966-х годах, установлена мемориальная доска.

## Научная деятельность
Научные исследования посвящены вопросам ортопедии, травматологии, организации ортопедо-травматологической службы. Разработал методы восстановительных операций при туберкулёзе крупных суставов. Доказал целесообразность применения костно-хрящевых алло- и ксенотрансплантантов. В 1958 году основал первую на Украине лабораторию по консервированию тканей.
Автор около 40 научных трудов.

## Труды
- Роль механических факторов при лечении переломов шейки бедренной кости. — К., 1939.
- Очерки о китайской народной медицине. — К., 1959ю
- Опыт применения синовектомии при туберкулезном гоните // Тр. Ленингр. НИИ хирургии туберкулеза. — Л., 1962. — Вып. 13 (соавтор).
- Радикально-восстановительные операции при туберкулезном поражении суставов // Патология, клиника и хирургия очаговых форм костно-суставного туберкулеза. — Л., 1965